# Opatów (gmina w województwie świętokrzyskim)

Miejscowości gminy Opatów

Opatów – gmina miejsko-wiejska w województwie świętokrzyskim, w powiecie opatowskim. W latach 1975–1998 gmina położona była w województwie tarnobrzeskim.
Siedziba gminy to Opatów.
Według danych z 30 czerwca 2004 gminę zamieszkiwało 12 711 osób.

## Struktura powierzchni
Według danych z roku 2002 gmina Opatów ma obszar 113,39 km², w tym:
- użytki rolne: 92%
- użytki leśne: 2%

Gmina stanowi 12,44% powierzchni powiatu.

## Demografia

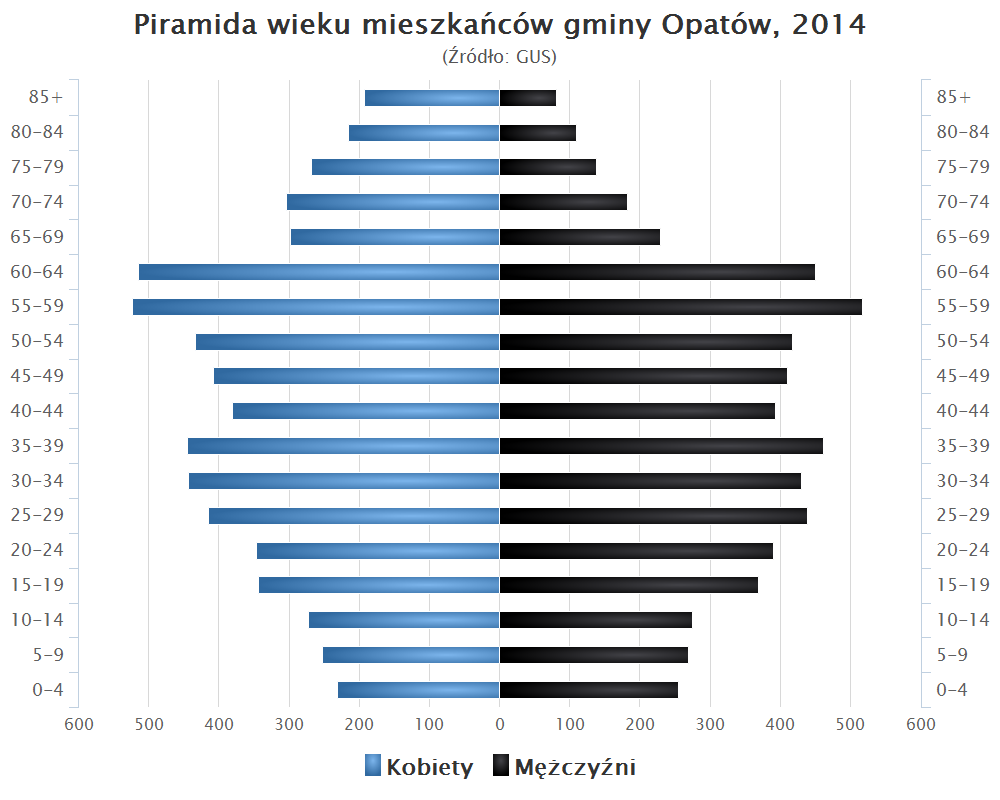
Piramida wieku mieszkańców gminy Opatów w 2014 roku

Dane z 30 czerwca 2004:
| Opis                              | Ogółem | Ogółem | Kobiety | Kobiety | Mężczyźni | Mężczyźni |
| --------------------------------- | ------ | ------ | ------- | ------- | --------- | --------- |
| jednostka                         | osób   | %      | osób    | %       | osób      | %         |
| populacja                         | 12 711 | 100    | 6703    | 52,7    | 6008      | 47,3      |
| gęstość zaludnienia (mieszk./km²) | 112,1  | 112,1  | 59,1    | 59,1    | 53        | 53        |

## Historia
Gminę zbiorową Opatów utworzono 13 stycznia 1867 w związku z reformą administracyjną Królestwa Polskiego. Gmina weszła w skład nowego powiatu opatowskiego w guberni radomskiej i liczyła 2340 mieszkańców.
W okresie międzywojennym gmina należała do powiatu opatowskiego w woj. kieleckim. Po wojnie gmina zachowała przynależność administracyjną.
Jednostka została zniesiona 29 września 1954 roku wraz z reformą wprowadzającą gromady w miejsce gmin. 
Gminę przywrócono ponownie w związku z reaktywowaniem gmin 1 stycznia 1973.

## Wspólnoty wyznaniowe
- Kościół rzymskokatolicki:
  - parafia Wniebowzięcia Najświętszej Maryi Panny
  - parafia św. Marcina
- Świadkowie Jehowy:
  - zbór Opatów (Sala Królestwa)[11].

## Sołectwa
Adamów, Balbinów, Brzezie, Czerników Karski, Czerników Opatowski, Gojców, Jagnin, Jałowęsy, Jurkowice, Karwów, Kobylanki, Kobylany, Kochów, Kornacice, Lipowa, Marcinkowice, Nikisiałka Duża, Nikisiałka Mała, Oficjałów, Okalina-Kolonia, Okalina-Wieś, Podole, Rosochy, Strzyżowice, Tomaszów, Tudorów, Wąworków, Zochcinek.

## Miejscowości niesołeckie
Kania, Pod Lasem, Ptkanów, Przecinka.

## Sąsiednie gminy
Baćkowice, Ćmielów, Iwaniska, Lipnik, Sadowie, Wojciechowice